# Hvid stenurt
Hvid stenurt (Sedum album) er en 10-15 cm høj urt, der i Danmark vokser på f.eks. klippeflader på Bornholm. Den anvendes også i stenbede i haver og ses forvildet herfra.

## Beskrivelse
Hvid stenurt er en flerårig urt med en krybende til opstigende vækst. Stænglerne er glatte, rødlige og runde i tværsnit. Bladene er spredtstillede, cylindriske eller en smule flade og sukkulente. Blade på de blomstrende skud fældes tidligt.
Blomsterne er samlet i stande (svikler), som tilsammen danner en endestillet halvskærm. De enkelte blomster er regelmæssige og 5-tallige med hvide eller rødligt tonede kronblade. Frugterne er bælgkapsler med mange frø.
Rodnettet er fint, men dybtgående. Stængler med vedvarende jordkontakt slår rod.
Højde x bredde og årlig tilvækst: 0,15 x 0,25 m (10 x 10 cm/år), heri dog ikke medregnet de rodslående stængler.

## Voksested
Arten er udbredt i Nordafrika, Mellemøsten, Lilleasien, Kaukasus og det meste af Europa. I Danmark er den vildtvoksende på Bornholm og naturaliseret andre steder. Overalt foretrækker den lysåbne voksesteder uden konkurrence. Jordbunden er gerne gruset, mager og porøs.
På Ölands alvar findes arten på tørre, næsten nøgne kalkstensflader sammen med bl.a. markarve, Festuca oelandica (en endemisk art af svingel), purløg, taghøgeskæg, trekløftstenbræk, vårgæslingeblomst og ølandsoløje
| Portal | Portal:Botanik |

## Note
1. ↑  www.biologie.uni-hamburg.de: Swantje Löbel og Jürgen Dengler: Dry grassland communities on southern Öland: Phytosociology, ecology, and diversity (engelsk)